# Монсанту і Іданя-а-Веля
Монса́нту і Іда́ня-а-Ве́ля (порт. Monsanto e Idanha-a-Velha; МФА: [mõ.ˈsɐ̃.tu i i.ˈdɐ.ɲɐ-ɐ-ˈvɐ.ʎɐ]) — парафія в Португалії, в муніципалітеті Іданя-а-Нова. Складова округу Каштелу-Бранку.  Входить до регіону Центр. За старим адміністративним поділом, що був чинним до 1976 року, територія парафії належала провінції Нижня Бейра. Заснована 28 січня 2013 року. Площа парафії — 152,73 км², населення — 892 ос. (2011), густота населення — 5,84 осіб/км²
.   Код  — 050520.
```
Сформована із колишніх парафій 
Монсанту
 та 
Іданя-а-Веля
.
```

## Назва
- Монса́нту і Іда́ня-а-Ве́ля (порт. Monsanto e Idanha-a-Velha) — скорочена назва.
- Сою́з пара́фій Монса́нту і Іда́ня-а-Ве́ля (порт. Monsanto e Idanha-a-Velha) — офіційна назва.

## Географія

Іданя-а-Нова (2013)
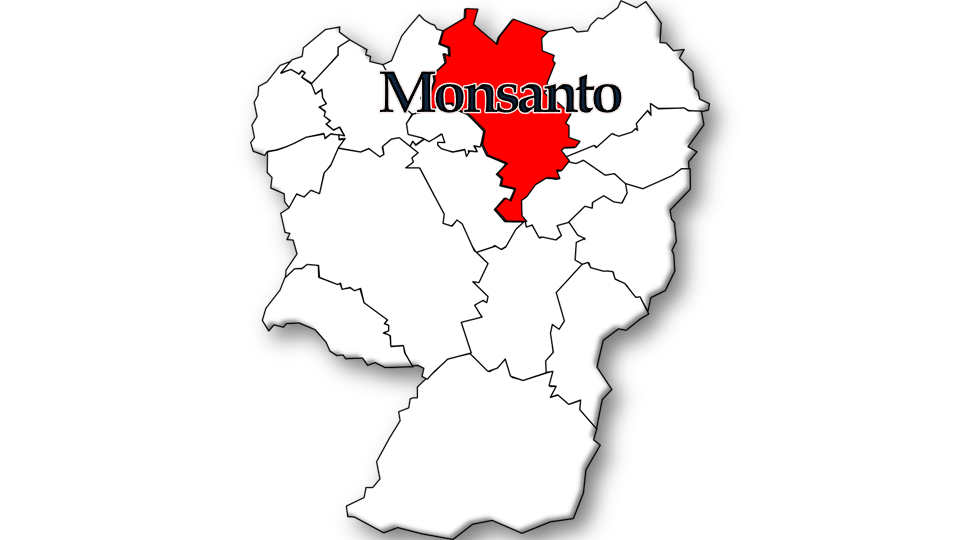
Монсанту
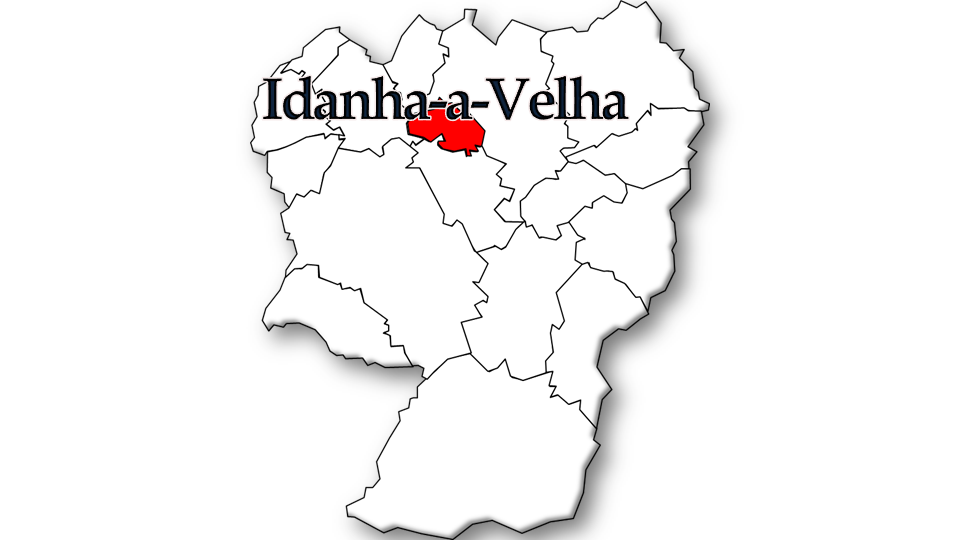
Іданя-а-Веля

## Пам'ятки
- Монсантівський замок — середньовічний замок ХІІ століття.